# S. S. Van Dine
S. S. Van Dine byl pseudonym, pod kterým psal detektivky americký výtvarný kritik Willard Huntington Wright (15. října 1888 Charlottesville – 11. dubna 1939 New York).

## Život
Studium na Harvardově univerzitě Wright nedokončil a v 21 letech se stal redaktorem Los Angeles Times. Navštívil Paříž a Mnichov, pak se usadil v New Yorku, kde vedl umělecký časopis The Smart Set. Propagoval moderní malíře, především Paula Cézanna, byl autorem cestopisů, románů, poezie i eseje Misinforming a Nation, v níž kritizoval neobjektivnost a sebestřednost, s níž je napsána Encyclopædia Britannica. Psal také filmové scénáře pro Warner Bros.
Detektivnímu žánru se začal věnovat v době, kdy se zotavoval z nervového zhroucení, a s ohledem na své umělecké přátele publikoval pod falešným jménem. Jeho knihy se vyznačují rafinovanou kompozicí, zločiny v nich vyšetřuje kultivovaný a jízlivý intelektuál Philo Vance. Napsal také text Dvacet pravidel pro psaní detektivních příběhů.

Jeho bratrem byl malíř Stanton Macdonald-Wright. Společně napsali knihu Modern Painting: Its Tendency and Meaning.

## Dílo
- Vyvraždění rodiny Greenů
- Královské vraždění
- Vražda Alvina Bensona
- Dračí stopa
- Muž, který zmizel ze světa
- Vražda v muzeu
- Tajemství zavřených dveří
- Vražda Markéty Odellové
- Klidná mysl